# 마린 점보

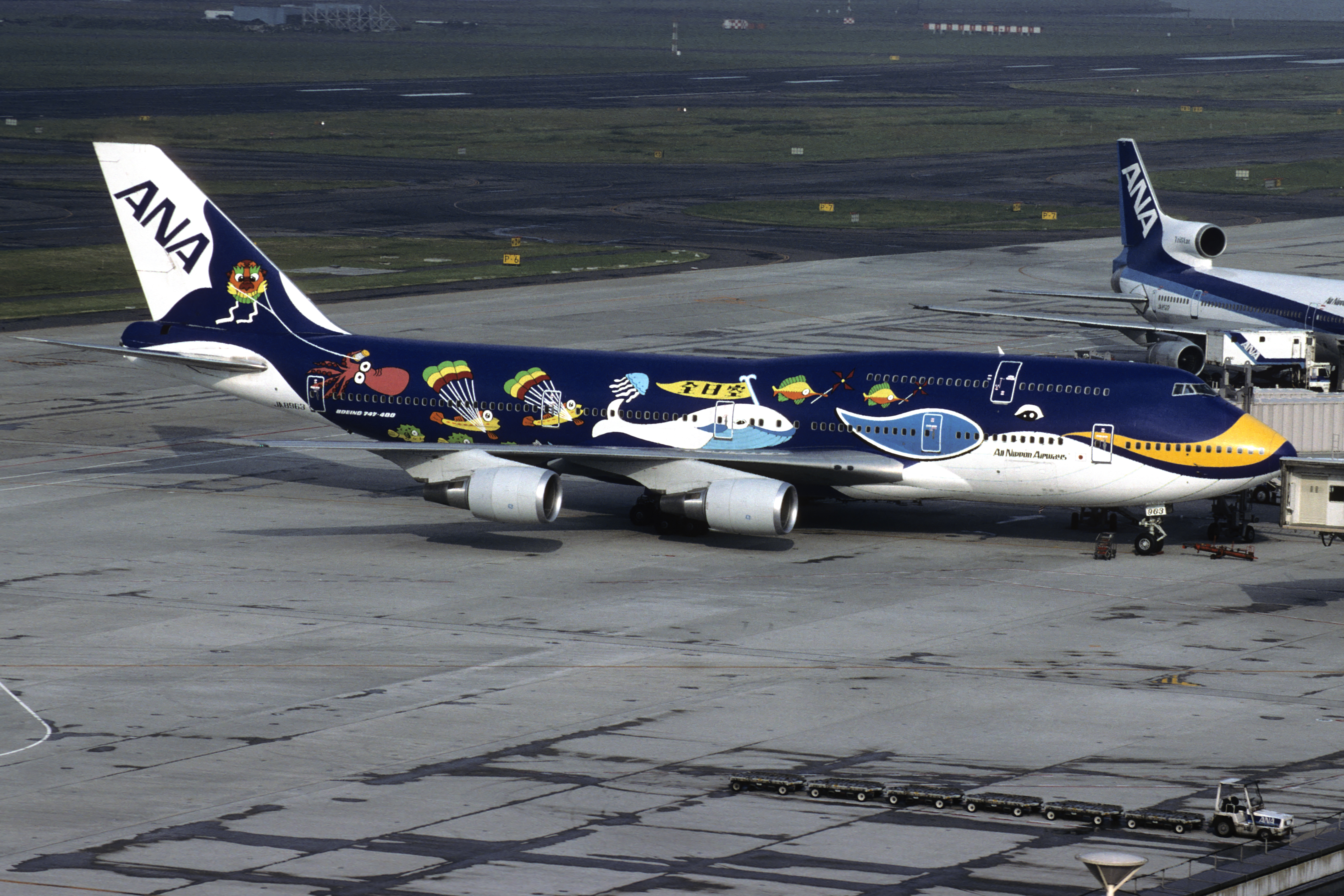
마린 점보 도장 한 전일본공수 소속 보잉 747-400D

마린 점보(영어: Marine Jumbo, 일본어: マリンジャンボ)는 전일본공수의 항공기로 고래와 바다 동물들을 테마로 하였다. 1993년부터 약 1년 반 사이 국내선 정기편에 취항했으며 일본 전 공항을 교대로 방문하는 형태로 운항했다.

## 역사

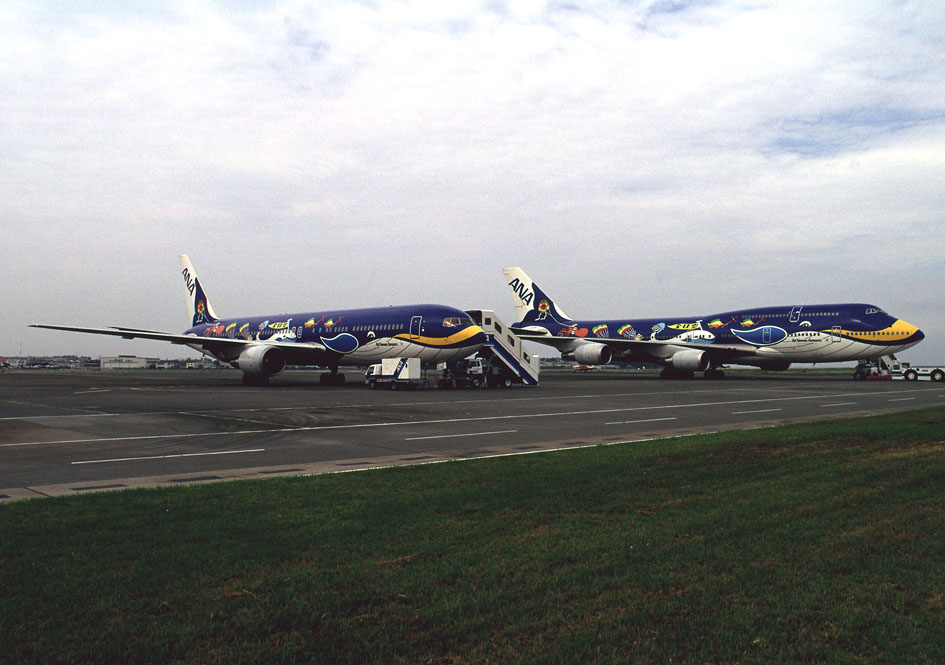
미야자키 공항에서 촬영한 마린 점보

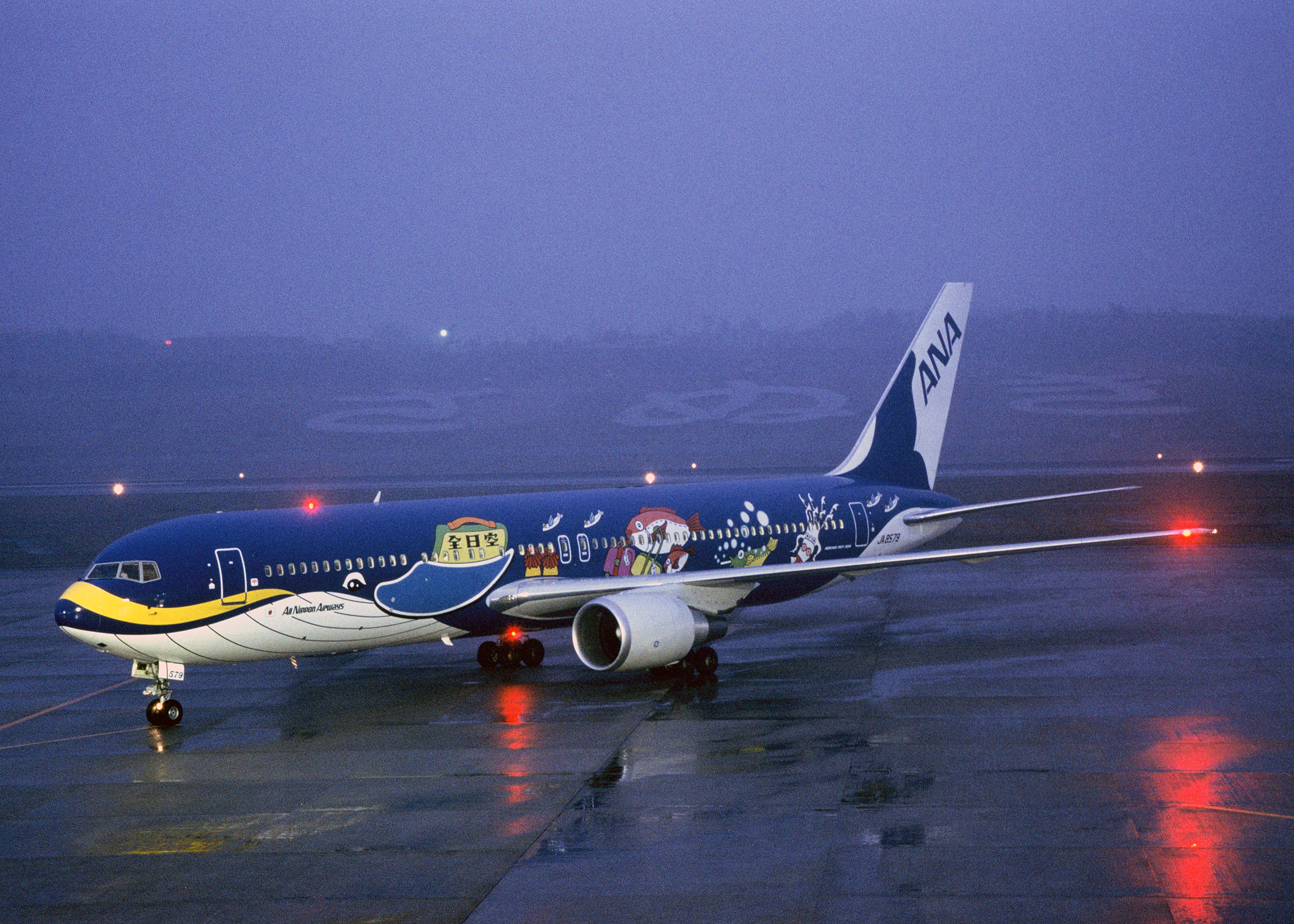
마린 점보 도장한 전일본공수

전일본공수가 창설 이래의 승객 수 누계 5억명 돌파를 기념해 1992년 12월부터 2개월에 걸쳐 일반으로부터 스페셜 마킹을 모집했던 최우수 작품으로 지바현 거주의 초등학교 6학년의 여자 아동이었던 오가키 유키에(大垣友紀惠)의 작품으로 가득한 고래의 모습을 유머스럽게 그려 그 외해의 생물을 곁들인 형태의 작품이 선택되었다. 1993년에 신규 수령한 기체 보잉 747-400D 항공기에 그 페인트가 베풀어져 바다의 생물을 곁들인 것으로부터 전일본공수는 마린 점보라고 명명해 1993년 9월 12일에 도쿄 국제공항에서 신치토세 공항 취항을 시작으로 1년 반의 기간 한정으로 취항을 했다. 또한 친부모도 이 항공기에 탑승했다. 한층 더 운항 종료 기념으로 오사카 국제공항에서 마린 점보에 낙서하는 이벤트가 행해졌지만 이 때에도 참가하고 있다.
도쿄 국제공항을 거점으로 정기 운항에 짜넣어지는 형태로 일본 각지의 공항을 방문해 1개의 공항마다 1개월에 방문지를 교체해 라고 하는 사이클이 짜여져 시각표상에서도 어느 플라이트에 같은 비행기를 할당할 수 있을까 한눈에 아는 궁리도 놓치고 있었다. 이 궁리와 마린 점보는 파랑 고래의 마크로 상세한 마린 점보 Jr.는 빨강 고래의 마크로 표시되고 있었다. 하지만 시각표에 기재되어 있어도 운항하는 일정은 한정되고 있고 운항되지 않는 날은 통상 도장의 해당 형식에서 운항되고 있었다. 당시의 전일본공수 관계자는 미비가 나와 운항일이면서 급거하여 통상 도장의 기재로 변경이 되지 않게 스케줄 대로의 운항시키는 것에 신경을 썼다고 한다. 또한 관련 상품도 다수 발매되어 이쪽의 매출도 호조를 더해 이 스페셜 마킹기가 방문하는 공항은 구경꾼이 대거 밀어닥치는 등 사회적으로도 큰 영향을 미쳐 항공 불황이라고 말해졌던 시대에 전일본공수 있어서 국내선의 승객 증가에 공헌하는 히트 작품이 되었다.
하지만 보잉 747-400D는 이착륙할 수 있는 공항이 한정되고 있어 소규모의 지방 공항에 동종의 스페셜 마케킹 항공기의 방문을 바라는 소리가 나왔기 때문에 보잉 767-300에 마린 점보 도색을 해마린 점보 Jr.로 이쪽은 로컬 공항에 방문을 주목적으로 한 운항이 짜여지게 되면서 도쿄 국제공항부터 도야마 공항에 처음 취항했다. 2기 도색은 고래의 부모와 자식의 주제로 많은 호평 가운데 스케줄을 소화했다.
당초 신규 도입 후 1년 5개월 후 1995년 1월말로 당초 정비기에 맞추어 일반 도장에 되돌려질 예정이였다. 하지만 한신 아와지 대지진 발생에 의한 산요 신칸센과 산요 본선의 운행에 영향이 있으면서 전일본공수가 전사를 들어 기재의 풀 가동을 피할 수 없게 되어 그 악영향으로 일반 도장에의 변경도 연기되어 결국은 동년 5월 말까지 운항하게 되었다. 당초의 운항 예정이 완료되었지만 또 지진 재해 후의 세정에 배려라고 하는 사정도 있었기 때문에 시간표의 주기는 2월 이후 조회가 되지 않았다.
1995년 5월 운항이 종료되면서 2대 모두 일반 도장에 변경되어 외관상은 전일본공수 일반 도색으로 되돌린 이후 기내 입구에 각각 마린 점보와 마린 점보 Jr.의 공적을 기념하는 플레이트가 장착되어 화려하게 플라이트 했던 시기를 자그마 하면서 후세에게 전하는 형태가 되고 있었다. 하지만 마린 점보 JA8963의 기념 플레이트는 현재는 철거되었다. 덧붙여 마린 점보 Jr.로 운항한 JA8579는 2006년 2월에 고베 공항 개항 당시 기념의 로고 마크를 넣을 수 있어 전일본공수 취항 첫편에 기용되었다.
2008년 10월 30일 전일본공수는 사가 인터내셔널 벌룬 축제에 참가할 때의 열기구의 디자인을 오가키 유키에가 다루어 기구의 디자인의 일부로서 마린 점보가 그려진다고 발표했다. 간접적인 무늬과 원의 디자인의 손으로 재부활하게 되었다.
같은 해 전일본공수의 협력으로 영화 해피 플라이트의 공개를 기념해 감독과 출연자의 직필 싸인이 들어간 플레이트가 상영 기간중 장식되었다. 이것은 전술의 마린 점보를 나타내 보이는 기념 플레이트의 설치 장소에 장착되었다. 그와 동시에 L1도어와 L2도어 그리고 R1도어와 R2도어의 사이의 동체 표면에도 해피 플라이트의 광고 스티커가 장착되었다. 덧붙여 이 플레이트와 스티커는 같이 국제선에 장착되어 보잉 747-400에 장식되었다.
2011년 8월 3일 마린 점보로 활약한 JA8963가 전일본공수의 보잉 747-400D는 현재 퇴역 되면서 기체 등록이 말소가 되었다.

## 서비스
해를 이미지 한 기내에 방법구와 좌석의 색이나 커버도 마린 블루로 통일되었다. 또한 물과 음료수 서비스에 제공되는 컵도 대상기 한정의 고래의 일러스트로 탑승 기념에 기체 사진 첨부 그림 엽서를 배포하는 서비스도 전개했다. 객실 승무원도 기내 서비스 때 마린 점보의 디자인을 다룬 특제의 에이프런을 착용하라고 하는 지시도 있었다.

## 영향
전일본공수도 당시 스페셜 마케팅의 시도가 그 후 스누피호와 포켓몬 제트에 영향을 주고 있다. 일본항공도 디즈니의 캐릭터를 기체에 다룬 JAL 드림 익스프레스로 하는 특별 도장기를 취항시키고 있었다. 이 때 보잉 747은 미키 마우스 빨간색 보잉 767은 미키마우스 파란색으로 도장했다. 일본에서는 별로 화제에 오르지 않았지만 미국의 사우스 웨스트 항공에서 마린 점보 이전에 범고래의 도장을 한 보잉 737 항공기를 운항하고 있다. 한편 전일본공수의 자회사인 에어닛폰도 보잉 737의 기체를 돌고래에 진단한 특별 도장기인 아일랜드 돌핀으로 운항했다. 또한 전일본공수의 대주주로 있는 나고야 철도도 창업 100주년을 기념하여 특급 열차에 사용되는 열차에 일반 공모를 통해 선정된 디자인을 페인트 특수 차량인 블루 라이너가 등장하고 3년 간 운행했던 적이 있다.